# Leaf Daniell
Cyrus Leaf Daniell (ur. 1877 w Tooting, zm. 28 lutego 1913 w Eddleston) – brytyjski szermierz, srebrny medalista olimpijski.
Na igrzyskach olimpijskich w Londynie w 1908 roku razem z Edgarem Amphlettem, Robertem Montgomerie, Cecilem Haigiem, Edgarem Seligmanem i Martinem Holtem był drugi w szpadzie drużynowej. W turnieju indywidualnym odpadł w drugiej rundzie. Był to jego jedyne starty olimpijskie.
Jego siostra, Gladys Daniell także uprawiała szermierkę.